# Stipgoudoogdaas
De stipgoudoogdaas (Chrysops viduatus) is een vliegensoort uit de familie van de dazen (Tabanidae). De wetenschappelijke naam van de soort is voor het eerst geldig gepubliceerd in 1794 door Fabricius.